# فرد إم. ماكلين
فرد إم. ماكلين (بالإنجليزية: Fred M. MacLean)‏ هو مصمم إنتاجي أمريكي، ولد في 9 يوليو 1898 في داكوتا الشمالية في الولايات المتحدة، وتوفي في 3 يونيو 1976 في لوس أنجلوس في الولايات المتحدة.

## وصلات خارجية
- فرد إم. ماكلين على موقع IMDb (الإنجليزية)
- فرد إم. ماكلين على موقع قاعدة بيانات الفيلم (الإنجليزية)